# Taphrospilus hypostictus
Il colibrì macchiato o colibrì ventremacchiato (Taphrospilus hypostictus (Gould, 1862)) è un uccello della famiglia Trochilidae. È l'unica specie nota del genere Taphrospilus Simon, 1910.

## Descrizione
È un colibrì di media taglia, lungo 10,5–11,4 cm, con un peso di 6,7–9 g.

## Biologia
Si nutre del nettare di diverse specie di angiosperme tra cui bromeliacee (p.es. Pitcairnia spp.), Palicourea spp. (Rubiaceae) e Centropogon spp. (Campanulaceae).

## Distribuzione e habitat
La specie è diffusa in Colombia, Ecuador, Perù, Bolivia e Brasile.